# Christian Schussele

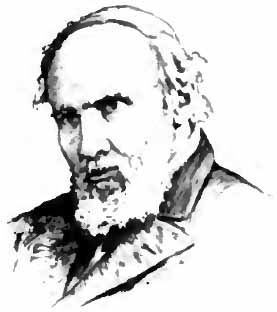
Christian Schussele, porträtiert von Jacques Reich (1852–1923)

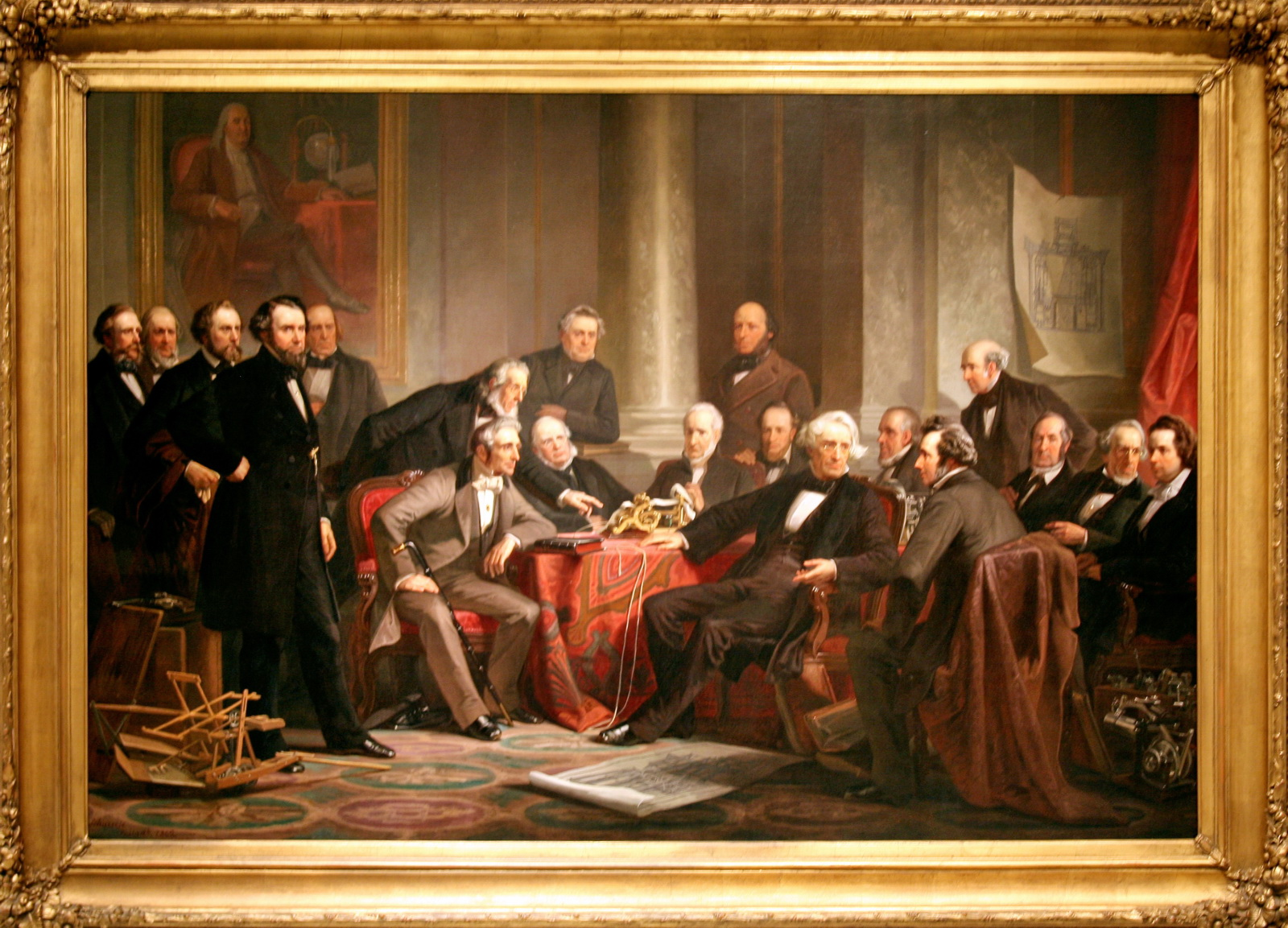
Männer des Fortschritts, 1857

Christian Schussele, deutsch Christian Schüssele (* 16. April 1824 in Guebwiller; † 20. August 1879 in Merchantville, New Jersey), war ein französisch-amerikanischer Historien- und Porträtmaler, der als bedeutender Hochschullehrer in Philadelphia wirkte.

## Leben
Der Elsässer Christian Schüssele studierte 1842 bis 1847 an der École des Beaux-Arts Paris bei Adolphe Yvon und Paul Delaroche. Darauf wanderte er in die Vereinigten Staaten aus und ließ sich Anfang der 1850er Jahre in Philadelphia nieder. Zunächst führte er die in Frankreich begonnenen Arbeiten zur Lithografie fort; widmete sich aber dann ganz der Malerei.
Auf seinem Bild Männer des Fortschritts versammelte er anno 1857 Amerikaner, die zwar zu der Zeit alle noch lebten, sich aber nie als Gruppe zusammengefunden hatten.
1865 ließ er seine seit 1863 teilweise gelähmte rechte Hand operieren – allerdings ohne erkennbaren Erfolg. Auch deshalb lehrte er ab 1868 an der Pennsylvania Academy of the Fine Arts Zeichnen und Malen. Schüsseles Schülerin Emily Sartain machte seine Werke durch hochwertige Drucke bekannt. 1876 wählte er Thomas Eakins als Assistenten aus. Schüssele lehrte als herausragender Akademiker bis zu seinem Tode. Darauf nahm Eakins den Lehrstuhl bis 1886 ein.

## Anmerkung
1. ↑  
Von links William Thomas Green Morton, James Bogardus, Samuel Colt, Cyrus McCormick, Joseph Saxton, Charles Goodyear, Peter Cooper, Jordan Lawrence Mott (* 1799), Joseph Henry, Eliphalet Nott, John Ericsson, Frederick Ellsworth Sickels (1819–1895), Samuel F. B. Morse, Henry Burden (1791–1871), Richard March Hoe, Erastus Brigham Bigelow  (1814–1879), Isaiah Jennings, Thomas Blanchard (1788–1864) und Elias Howe. An der Wand im Hintergrund links platzierte Schussele als Bild im Bild den Übervater dieser Erfinder: Benjamin Franklin.

| Personendaten    | Personendaten                                             |
| ---------------- | --------------------------------------------------------- |
| NAME             | Schussele, Christian                                      |
| ALTERNATIVNAMEN  | Schüssele, Christian                                      |
| KURZBESCHREIBUNG | französisch-US-amerikanischer Historien- und Porträtmaler |
| GEBURTSDATUM     | 16. April 1824                                            |
| GEBURTSORT       | Guebwiller                                                |
| STERBEDATUM      | 20. August 1879                                           |
| STERBEORT        | Merchantville, New Jersey                                 |